# Rákóczi tér (Metró Budapest)
Rákóczi tér ist eine 2014 eröffnete Station der Linie M4 der Metró Budapest und liegt zwischen den Stationen Kálvin tér und II. János Pál pápa tér.
Die Station befindet sich am gleichnamigen Platz (benannt nach Franz II. Rákóczi) im VIII. Budapester Bezirk (Józsefváros).

## Galerie

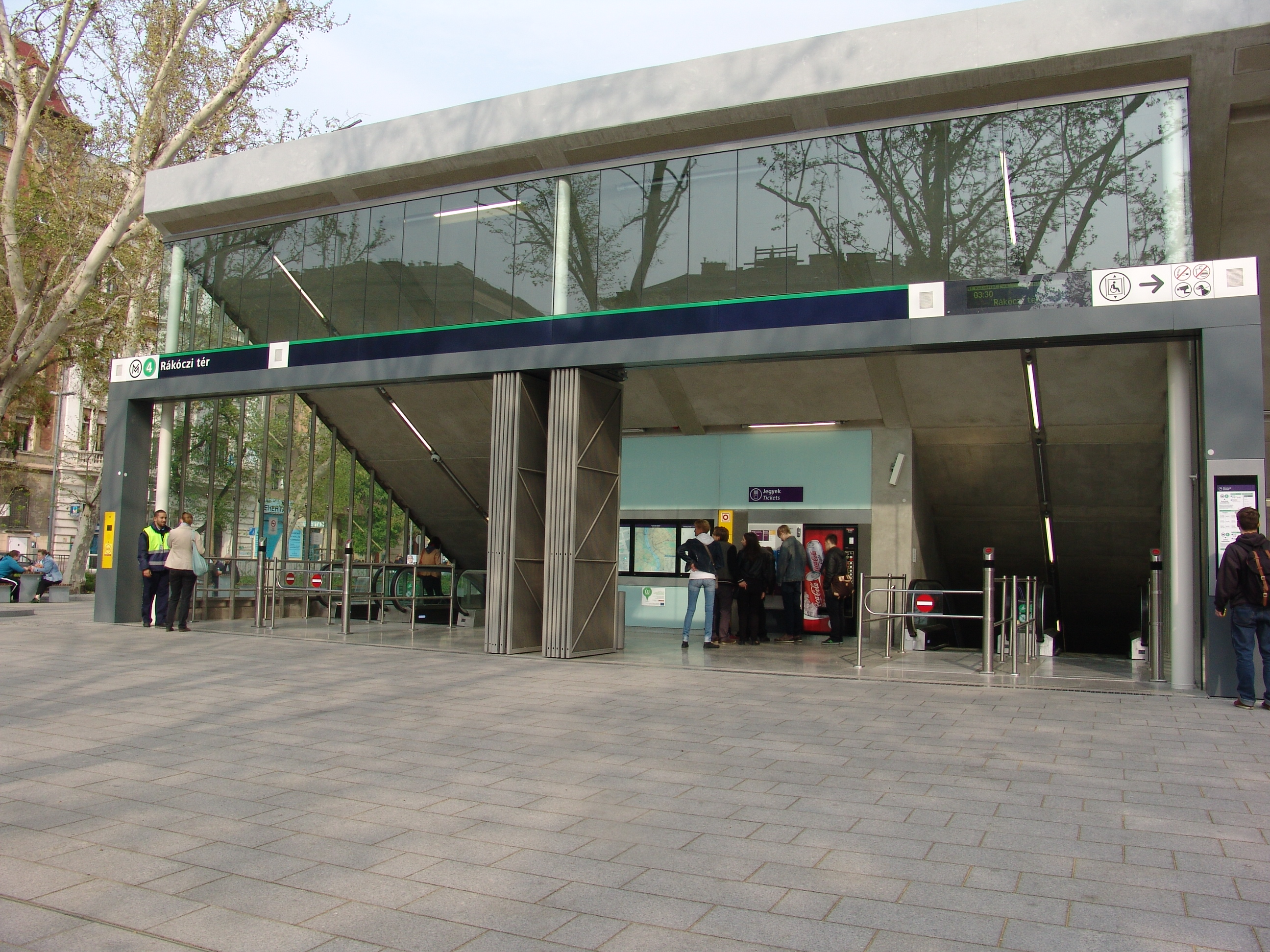
Zugang
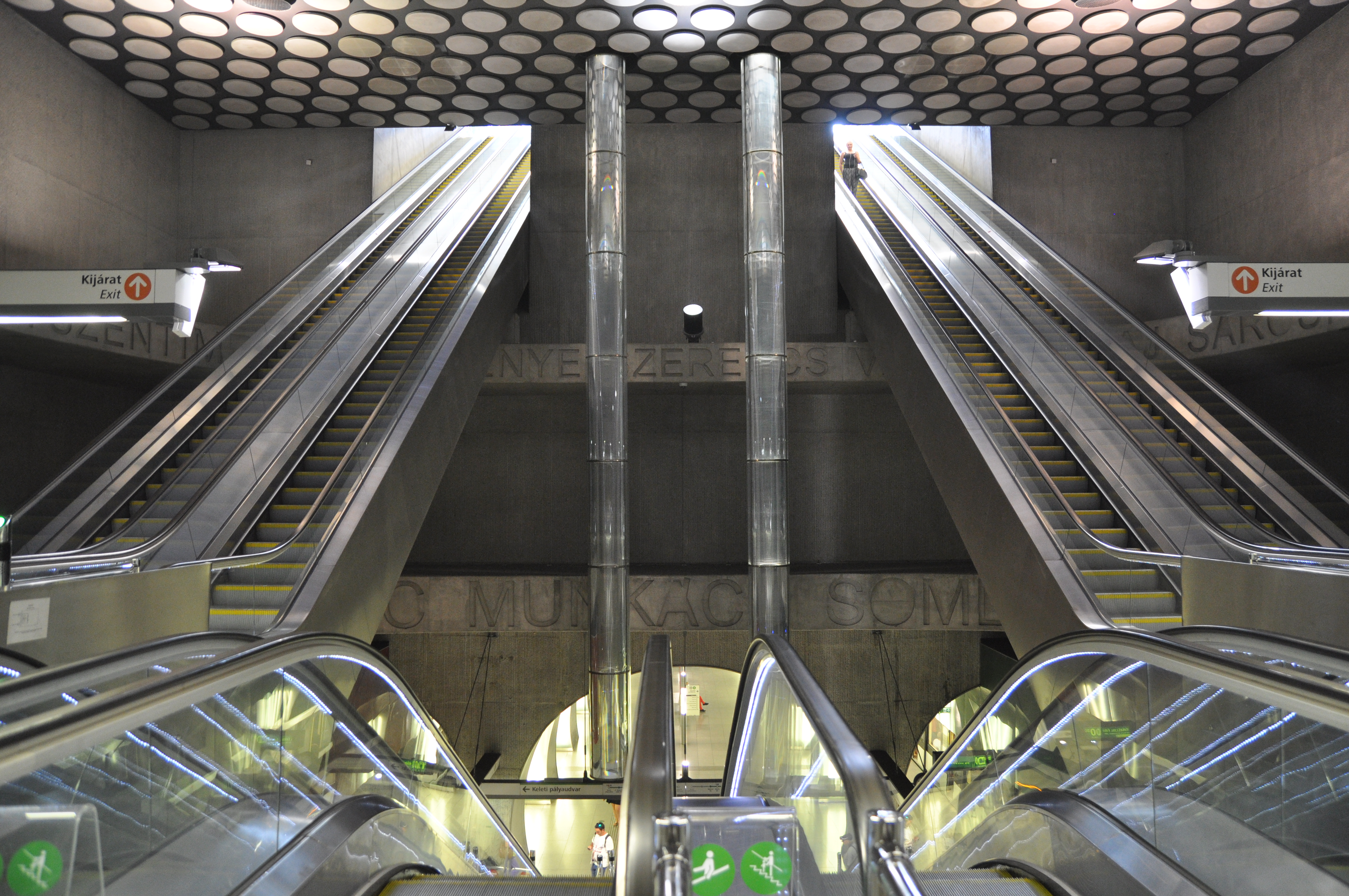
Rolltreppen
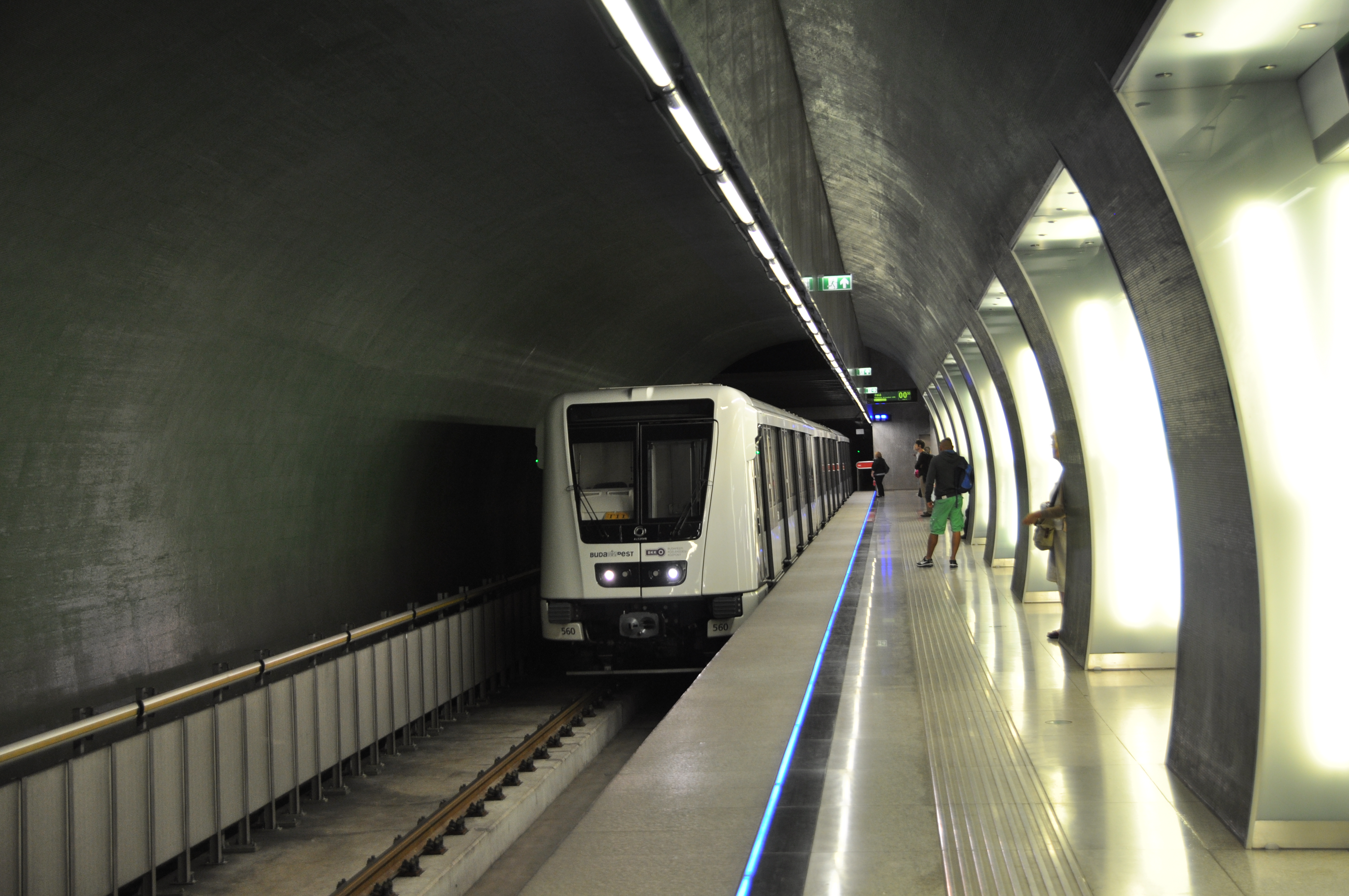
Einfahrender Zug